# 22 Leonis
22 Leonis (g Leonis) é uma estrela na direção da Leo. Possui uma ascensão reta de 09h 51m 53.02s e uma declinação de +24° 23′ 44.9″. Sua magnitude aparente é igual a 5.29. Considerando sua distância de 131 anos-luz em relação à Terra, sua magnitude absoluta é igual a 2.27. Pertence à classe espectral A5IV.